# Fritz Schellhorn (Diplomat)
Fritz Gebhard Schellhorn (* 24. September 1888 in Rottweil; † 4. Mai 1982 in Rottenburg am Neckar) war ein deutscher Diplomat, der von 1934 bis 1944 Konsul in Rumänien war. Schellhorn unterstützte im Zweiten Weltkrieg verfolgte Juden. Ihm wird die Rettung vieler tausend Menschen vor der Deportation zugeschrieben.

## Leben
Schellhorn wuchs in einer katholischen Familie in Rottweil auf. Sein Vater war Anwalt und Notar. Nach dem Abitur studierte er Medizin in Tübingen, Berlin, München und Lausanne. 1906 wurde er Mitglied der katholischen Studentenverbindung AV Guestfalia Tübingen. Nach der Promotion in Tübingen wurde er Assistenzarzt am pathologischen Institut der Universität Tübingen. Durch Kriegseinsatz als Arzt von 1914 bis 1918 traumatisiert, konnte er den ärztlichen Beruf nicht mehr ausüben, obwohl ihm die Assistenzarztstelle freigehalten worden war. Er studierte Staatswissenschaften und promovierte 1920 zum Dr.scient.pol. in Tübingen.
1920 trat Schellhorn in den Auswärtigen Dienst. Im Ausland war er eingesetzt in Brüssel, Reykjavík, Wien und von 1931 bis 1933 als Gesandtschaftsrat in Paris. Von 1934 bis 1944 war er Konsul in Rumänien (Czernowitz, 1940/41 Jassy).
Im August 1933 (rückdatiert auf den 1. Mai) trat er der NSDAP bei. Nachdem beim „Röhmputsch“ im Juli 1934 konservative Freunde ermordet wurden, wandte er sich vom Nationalsozialismus ab, blieb aber Mitglied. Schon im Januar 1936 wird von ihm vertraulich berichtet, sein „Streben“ sei, „das heutige Hitler-Deutschland zu stürzen.“
Schellhorn war von 1944 bis 1955 in sowjetischer Gefangenschaft. Ohne sachliche Grundlage wurde er wegen Spionage zur Einheitsstrafe von 25 Jahren Haft verurteilt.

## Einsatz zur Rettung von Juden
Schellhorn setzte sich im Juni 1941 für ein Ende des Pogroms in Jassy ein.
Er konnte im Juli 1941 in Czernowitz die Beendigung der Morde des Einsatzkommandos 10b der Einsatzgruppe D erreichen, indem er den Kommandanten Alois Persterer überzeugte, dass das Kommando mit seinen hoheitlichen Aktionen im befreundeten Rumänien diplomatische Verwicklungen verursachen könnte. Dieses Ergebnis wird auch auf eine angebliche zeitliche Begrenzung der Zustimmung der rumänischen Regierung zur Tätigkeit des Einsatzkommandos zurückgeführt.
Schellhorn erreichte am 15. Oktober 1941 durch Vortrag beim Militärgouverneur der Bukowina, Corneliu Calotescu, die Deportation der Juden aus Czernowitz verletze wirtschaftliche und militärische – auch deutsche – Interessen, dass der rumänische Ministerpräsident, Marschall Ion Antonescu, der Schellhorn seit 1939 persönlich kannte, 20.000 Juden vor der angeordneten und schon eingeleiteten Deportation bewahrte. Dieser Erfolg wird auch dem Bürgermeister von Czernowitz (1941–1942), Traian Popovici, zugeschrieben, allerdings nur aufgrund seines späteren eigenen wenig substantiierten Zeugnisses. Popovici erhielt 1969 von Yad Vashem den Titel „Gerechter unter den Völkern“. Es gab weitere Versuche, auf Antonescu einzuwirken, von denen jedoch bisher eine Verursachungskette zum Sinneswandel Antonescus am 15. Oktober 1941 nicht ersichtlich ist.
Von den ab 1941 aus Bessarabien und der Bukowina Deportierten überlebten etwa zwei Drittel diese Deportationen nicht.
Schellhorn verfasste 1961 einen dienstlichen Bericht an das Auswärtige Amt: „Aufzeichnung über die Ereignisse während meiner Tätigkeit als Leiter des Deutschen Konsulats in Czernowitz, in Jassy, wieder in Czernowitz und der Konsularabteilung der Gesandtschaft in Bukarest“ (86 Seiten Manuskript, dazu sechs eidesstattliche Versicherungen). Diese „Aufzeichnung“ liegt im politischen Archiv des Auswärtigen Amtes (Nachlass Schellhorn) seit 1961, ist öffentlich zugänglich, aber nur in Auszügen herausgegeben.